# Steinweg 22 (Quedlinburg)

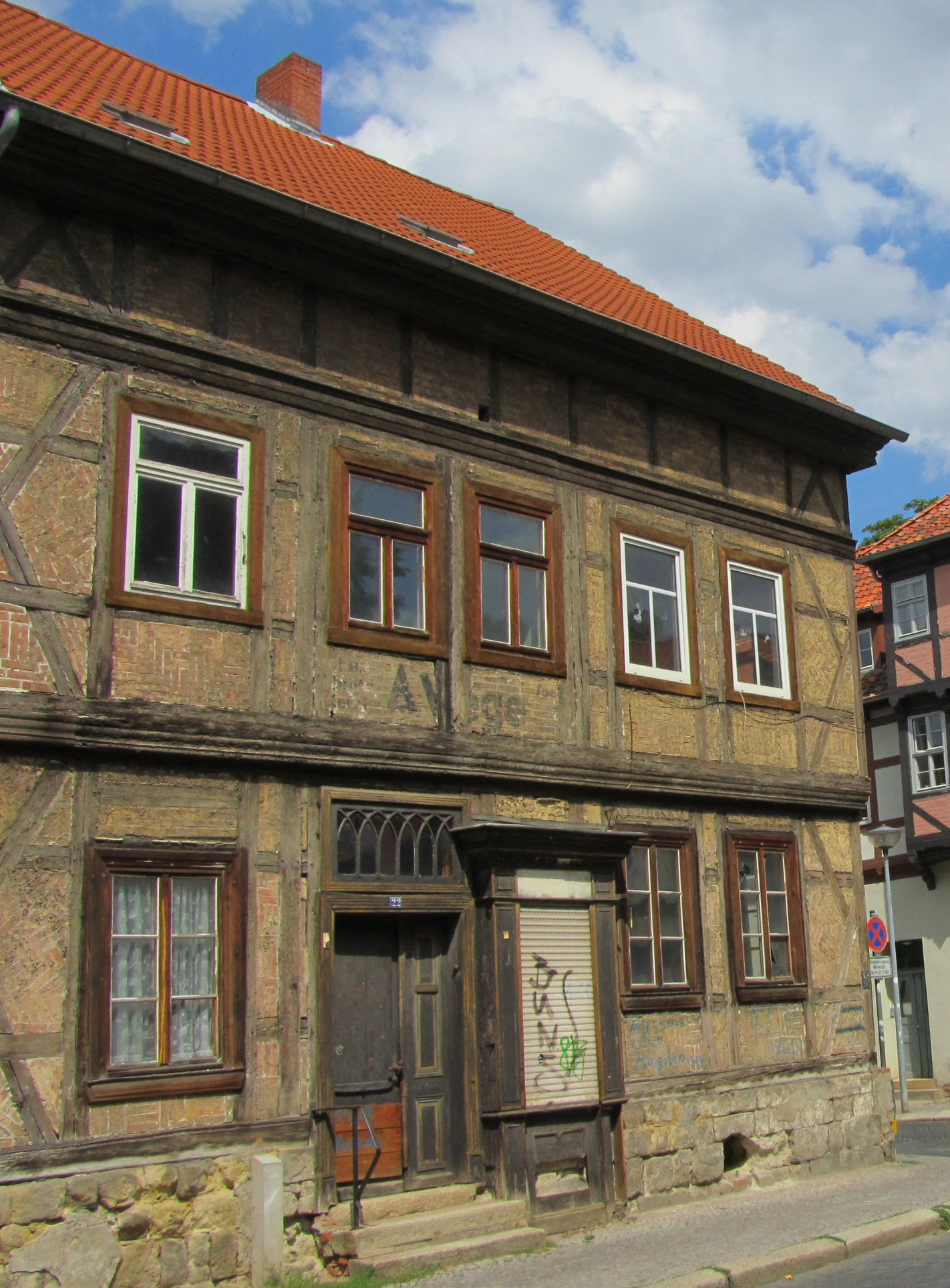
Steinweg 22

Das Haus Steinweg 22 ist ein denkmalgeschütztes Gebäude in der Stadt Quedlinburg in Sachsen-Anhalt.

## Lage
Es befindet sich in der historischen Quedlinburger Neustadt an der Ecke von Steinweg und Reichenstraße und gehört zum UNESCO-Weltkulturerbe. Auf der anderen Seite der Reichenstraße befindet sich die gleichfalls denkmalgeschützte Börse.

## Architektur und Geschichte
Die Fassade des 1750 gebauten Fachwerkhauses weist barocke Zierelemente auf. So findet sich die Form des Halben Manns und Zierausfachungen. In der Zeit nach dem Stadtbrand von 1797 erfolgte eine Erneuerung des Hauses im Stil des Klassizismus. Dabei kam es auch zu einer Erhöhung um einen Kniestock. Möglicherweise gleichzeitig kam es auch zum Einbau eines Ladengeschäfts, allerdings im Stil der Neogotik. Diese neogotische Ladengestaltung gehört zu den wenigen erhalten Beispielen ihrer Art. Das Vorderhaus ist unterkellert, der Wohnflügel zweigeschossig ausgeführt.
Am Ende des 20. Jahrhunderts befand sich im Vorderhaus eine Bäckerei.